# Nenad Maslovar
Nenad Maslovar (* 20. únor 1967 Kotor) je bývalý jugoslávský a černohorský fotbalista.

## Reprezentační kariéra
Nenad Maslovar odehrál za jugoslávský národní tým v roce 1997 celkem 3 reprezentační utkání.

## Statistiky
| SR Jugoslávie | SR Jugoslávie | SR Jugoslávie |
| Roky          | Zápasů        | Gólů          |
| ------------- | ------------- | ------------- |
| 1997          | 3             | 0             |
| Celkem        | 3             | 0             |